# Иоанн (Братолюбов)
Архиепископ Иоанн (в миру Сергей Васильевич Братолюбов; 16 [28] июня 1882, Казань — 27 февраля 1968, Ульяновск) — епископ Русской православной церкви, архиепископ Ульяновский и Мелекесский.

## Биография
Сергий Братолюбов родился в Казани 16 (28) июня 1882 года в семье законоучителя 2-й казанской гимназии протоиерея Богородицкого собора при Казанском женском Богородицком монастыре Василия Степановича Братолюбова (1841—1909). Отец в 1909 году был удостоен редкой для священника награды — его жене (Софья Александровна, урождённая Плетнева) и детям по определению Казанского дворянского депутатского собрания от 29 марта 1899 года было пожаловано потомственное дворянство; род был внесён в 3-ю часть дворянской родословной книги Казанской губернии, что утверждено указом Герольдии 30 октября 1899 года.
Учился в Казанском духовном училище, затем Казанской духовной семинарии и Казанской духовной академии. В 1906 году окончил Казанскую духовную академию со степенью кандидата богословия и 21 декабря 1906 года (3 января 1907 года) определён на должность помощника инспектора в Симбирскую духовную семинарию; 15 (28) апреля 1907 года пострижен в монашество архиепископом Симбирским Иаковом (Пятницким) вЖадовском монастыре Симбирской епархии с наречением имени Иоанн в честь преподобного Иоанна Лествичника; 18 апреля (1 мая)  1907 года рукоположён во иеродиакона архиепископом Иаковом; на следующий день был рукоположён в сан иеромонаха, а 24 августа (6 сентября)  1907 года назначен на должность помощника смотрителя в Усть-Сысольское духовное училище.
С апреля по октябрь 1907 года занимал должность в духовных учебных заведениях Пермской епархии — помощника смотрителя Соликамского духовного училища, а с сентября по октябрь 1908 г. — преподавал гомилетику и литургику в Пермской духовной семинарии.
С сентября 1909 года — исправляющий должность епархиального миссионера Олонецкой епархии.
С 27 мая (9 июня)  1910 года — преподаватель обличительного богословия в Олонецкой духовной семинарии, ведал также религиозно-нравственными чтениями для жителей района Голиковке в г. Петрозаводске
8 (21) сентября 1912 года назначен на должность заведующего Могилёвскими пастырскими курсами и возведён в сан архимандрита.
С 12 (25) августа 1914 года — смотритель Каргопольского духовного училища.
28 октября (10 ноября)  1915 года уволен от духовно-учебной службы за перемещением его на службу по ведомству протопресвитера военного и морского духовенства. Состоял в распоряжении духовного начальства Олонецкой епархии.
С 28 декабря 1916 года (10 января 1917 года) — помощник начальника Житомирского училища пастырства.
С 3 (16) сентября 1917 года — исполнял должность настоятеля в Тюменском Троицком монастыре Тобольской епархии.
С 1920 по май 1921 года служил в селе Пятницком и Усть-Тунгузка Енисейской епархии.
С июня 1921 года — настоятель Тобольского Знаменского второклассного монастыря.
22 января 1922 года — патриархом Тихоном определён на кафедру епископа Берёзовского, викария Тобольской епархии.
С 1 июня 1922 года по резолюции Тобольского архиепископа Николая исполнял обязанности настоятеля Обдорских церквей и управлял церквами Берёзовского викариатства в сане архимандрита с правом служения на орлецах и с дикирием и трикирием.
В 1922 году привлекался к суду по обвинению в «сокрытии ценностей», но был оправдан.
19 мая 1923 году Керженским епископом Павлом (Волковым) был определен исполнять пастырские обязанности в Керженском единоверческом женском монастыре.
1 августа 1923 года в Москве был хиротонисан во епископа Берёзовского, викария Тобольской епархии. Хиротонию совершили патриарх Московский и всея России Тихон, архиепископ Уральский Тихон (Оболенский), епископ Каширский Николай (Могилевский) и епископ Иннокентий (Летяев).
С 10 июля по 4 августа 1924 года временно управлял Иркутской епархией.
4 (17) августа 1924 года назначен епископом Воткинским, викарием Сарапульской епархии.
С апреля 1926 года — епископ Суздальский, викарий Владимирской епархии.
С 13 июля 1927 года — епископ Шацкий, викарий Тамбовской епархии, при этом проживал в Воткинске.
С 27 февраля 1929 года — епископ Уральский и Покровский.
С 12 сентября 1930 года — епископом Курганский.
23 октября 1931 года был арестован как «член к/р организации». Находился в заключении в Свердловском ГПУ. Проходил по групповому делу «архиепископа Синеокова-Андреевского. Тюменская обл., 1932 г.».
14 мая 1932 года Коллегией ОГПУ приговорен к пяти годам исправительно-трудовых лагерей. Отбывал наказание с июля 1932 года в Ташкентском лагере, а с 4 апреля 1933 года по 30 октября 1936 года был в Бек-Буди Узбекской ССР.
С 12 декабря 1936 года по 16 октября 1937 года по инвалидности проживал в Казани.
16 октября 1937 года был арестован и постановлением Тройки НКВД ТАССР 29 ноября 1937 года приговорён на 10 лет и отбывал наказание в 7-м отделении Сев. Ураллаге НКВД.
9 февраля 1943 года в порядке директивы НКВД НКЮ и Прокурора СССР от 23 октября 1942 г. за № 467 (18-71) 117 с.) освобождён досрочно, что явилось стало частью общего изменения ситуации, сложившейся в СССР вокруг Православной Церкви в годы Великой Отечественной войны.
С 21 июня 1943 года — архиепископ Сарапульский. 8 июля того же года на него возложено временное попечение об Удмуртской епархии, «с возношением имени Преосвященного в храмах Удмуртской епархии на общем основании».
8 сентября 1943 года был участником Московского Собора, избравшим Патриархом митрополита Сергия (Страгородского).
С 19 ноября — архиепископ Ижевский. Участник Поместного собора 1945 года; епархия названа «Удмуртской».
С 14 февраля 1945 года — архиепископ Уфимский и Башкирский.
18 ноября 1948 года уволен на покой с назначением местожительства в Жировицком монастыре Минской епархии.
27 января 1953 года назначен временно управляющим Ульяновской епархией.
4 июня 1953 года утвержден архиепископом Ульяновским и Мелекесским.
21 мая 1959 года уволен на покой по болезни с проживанием в Ульяновске, причём нового назначения на Ульяновскую кафедру не последовало (в рамках политики КПСС по «сокращению числа епархий»).
Архиепископ Иоанн скончался 27 февраля 1968 года в Ульяновске в возрасте 85 лет. Отпевание в Неопалимовском храме совершил епископ Сызранский Иоанн (Снычёв). Похоронен в Ульяновске на Воскресенском некрополе.
Реабилитирован Прокуратурой Тюменской области в 1990 году по приговору 1932 года.

## Награды
- Церковные:
  - Сан архиепископа (15 июля 1943 — к 25-летию служения в сане архиерея)[7].
  - Право ношения креста на клобуке (22 февраля 1945 во внимание к архипастырским трудам и патриотической деятельности)
- Светские:
  - Медаль «За доблестный труд в Великой Отечественной войне 1941—1945 гг.» (18 сентября 1946)

## Сочинения
- Характеристические черты русской ап(гиолог)ологетической литературы // «Православный собеседник». — 1907, январь. — С. 18.